# المنتدى الإسرائيلي للمساعدات الإنسانية الدولية
اسرائيل ايد (بالانجليزية:IsraAID) ( المنتدى الإسرائيلي للمساعدات الإنسانية الدولية ) هو منظمة غير حكومية مقرها إسرائيل تستجيب لحالات الطوارئ في جميع أنحاء العالم من خلال المساعدات الإنسانية المستهدفة.   ويشمل ذلك الإغاثة في حالات الكوارث ، من البحث والإنقاذ إلى إعادة بناء المجتمعات والمدارس، إلى تقديم حزم المساعدات، والمساعدة الطبية، ورعاية ما بعد الصدمة النفسية .  وقد شاركت اسرائيل ايد أيضًا في عدد متزايد من مشاريع التنمية الدولية مع التركيز على الزراعة،  والطب،  والصحة العقلية  و قامت بعمل مشاريع خارج الدولة في الهند ، ميانمار ، كينيا ، الصومال ، سيريلانكا ، بيرو ، جورجيا ، الفلبين ، هيتي ، جنوب السودان ، موزمبيق ، إيطاليا ، الولايات المتحدة

## روابط خارجية
- الموقع الرسمي